# 327 Columbia
327 Columbia è un asteroide della fascia principale del diametro medio di circa 26,1 km. Scoperto nel 1892, presenta un'orbita caratterizzata da un semiasse maggiore pari a 2,7753597 UA e da un'eccentricità di 0,0635228, inclinata di 7,14535° rispetto all'eclittica.
Il suo nome fu dedicato a Cristoforo Colombo, per celebrare il 400º anniversario della scoperta dell'America.